# Damastes malagassus
Damastes malagassus là một loài nhện trong họ Sparassidae.
Loài này thuộc chi Damastes. Damastes malagassus được Jean-Louis Fage miêu tả năm 1926.